# Santa Bárbara (capitale)
Pour les articles homonymes, voir Santa Barbara.
Santa Bárbara est la capitale de la paroisse civile de Santa Bárbara de la municipalité de Francisco del Carmen Carvajal dans l'Anzoátegui au Venezuela.